# Frans van Beeck Calkoen
Frans Jabes van Beeck Calkoen (Bunnik, 28 april 1905 - Amersfoort, 29 oktober 1994) was een Nederlands bestuurder.

## Leven en werk
Van Beeck Calkoen was een zoon van Mr. Willem Jabes van Beeck Calkoen en Jkvr. Adrienne Johanna Margaretha
Repelaer. Hij studeerde rechten aan de Universiteit Utrecht. Hij trouwde met Jacomina Lucie
Henriette de Jong Schouwenburg (1911-1935) en na haar overlijden met Agnes Margaretha barones Schimmelpenninck van der Oye (1908-1991). Uit het tweede huwelijk onder anderen Alphert van Beeck Calkoen, burgemeester van Baflo en Hengelo.
Mr. Van Beeck Calkoen werd in 1933 burgemeester en secretaris van Ouderkerk aan den IJssel en in 1946 aansluitend van Baarn. Hij bevestigde op 27 februari 1966 de ondertrouw tussen Beatrix der Nederlanden en Claus von Amsberg. In 1970 ging hij met pensioen en werd hij opgevolgd door mr. J. van Haeringen.